# Hibbertia lineata
Hibbertia lineata är en tvåhjärtbladig växtart som beskrevs av Ernst Gottlieb von Steudel. Hibbertia lineata ingår i släktet Hibbertia och familjen Dilleniaceae. Inga underarter finns listade i Catalogue of Life.